# Piper glabrirhache
Piper glabrirhache är en pepparväxtart som beskrevs av C. Dc.. Piper glabrirhache ingår i släktet Piper och familjen pepparväxter. Inga underarter finns listade i Catalogue of Life.